# Tobia Bocchi
Tobia Bocchi (* 7. April 1997 in Parma) ist ein italienischer Leichtathlet, der sich auf den Dreisprung spezialisiert hat.

## Karriere
Erste internationale Erfahrungen sammelte Tobia Bocchi im Jahr 2013, als er bei den Jugendweltmeisterschaften in Donezk mit einer Weite von 14,59 m in der Qualifikation ausschied. Im Jahr darauf qualifizierte er sich für die Olympischen Jugendspiele in Nanjing, bei denen er mit 16,01 m die Silbermedaille gewann, wie auch bei den Junioreneuropameisterschaften 2015 in Eskilstuna mit 16,51 m. 2016 schied er hingegen bei den U20-Weltmeisterschaften in Bydgoszcz mit 15,74 m in der Qualifikation aus und 2018 erreichte er bei den U23-Mittelmeerspielen in Jesolo mit einer Weite von 15,76 m Rang fünf. Im Jahr darauf nahm er an den Halleneuropameisterschaften in Glasgow teil, erreichte aber dort mit 16,23 m nicht das Finale. Anschließend gelangte er bei den U23-Europameisterschaften in Gävle mit 16,59 m auf den vierten Platz. 2021 klassierte er sich bei den Halleneuropameisterschaften in Toruń mit 16,65 m auf dem vierten Platz. Ende Juni steigerte er sich bei den italienischen Meisterschaften auf 17,14 m und wurde beim British Grand Prix mit 17,04 m Zweiter. Anschließend nahm er an den Olympischen Spielen in Tokio teil und verpasste dort mit 16,78 m den Finaleinzug.
2022 startete er bei den Mittelmeerspielen in Oran und gewann dort mit 16,93 m die Silbermedaille hinter dem Algerier Yasser Triki. Anschließend schied er bei den Weltmeisterschaften in Eugene mit 16,58 m in der Qualifikationsrunde aus und gelangte dann bei den Europameisterschaften in München mit 16,79 m auf Rang vier. Im Jahr darauf erreichte er bei den Halleneuropameisterschaften in Istanbul mit 16,39 m den sechsten Platz. Im Juni wurde er bei der 1. Liga der Team-Europameisterschaft im Rahmen der Europaspiele mit 16,84 m Erster und sicherte sich damit ligenübergreifend die Goldmedaille. Anschließend schied er bei den Weltmeisterschaften in Budapest mit 16,66 m in der Qualifikationsrunde aus. 2024 wurde er bei den Europameisterschaften in Rom mit 16,18 m Elfter.
2021 wurde Bocchi italienischer Meister im Dreisprung im Freien sowie 2021 und 2023 in der Halle.